# Ryndak
Ryndak (forma żeńska Ryndak, Ryndakowa, liczba mnoga: Ryndakowie) – polski nazwisko. Nosi je około 1007 osób. Najwięcej osób o tym nazwisku mieszka na terenie Małopolski i Podkarpacia.
Na początku lat 90-XX wieku w Polsce nosiło je 829 osób

## Występowanie
Nazwisko związane silnie z regionem Tarnowskim.
Najwięcej osób noszących to nazwisko zamieszkuje powiaty:
- Gorlice – 106
- Jasło – 58
- Tarnów – 37
- Opole – 25
- Kraków – 21
- Nysa – 20
- Katowice – 20
- Bielsko-Biała – 19

## Etymologia
Nazwisko pochodzi prawdopodobnie od niemieckiej nazwy osobowej Rind, a ta od średniowysokoniemieckiego rint, niemieckiego Rind – bydlę.

## Znane osoby noszące to nazwisko
- Agata Ryndak-Laciuga – polska tłumaczka
- Dawid Ryndak (ur. 1989) – polski piłkarz grający na pozycji pomocnika, zawodnik Zagłębia Sosnowiec
- Ireneusz Ryndak (ur. 1932, zm. 1968) – polski major pilot I klasy, ofiara Katastrofy samolotu TS-8 Bies w Dziwiszowie w 1968 r.
- Marek Ryndak (ur. 1943, zm. 2017) – polski kierowca rajdowy
- Mateusz Ryndak – polski programista
- Rudolf Ryndak (ur. 1896, zm. 1940) – polski funkcjonariusz Policji Państwowej, ofiara zbrodni katyńskiej
- Zbigniew Ryndak (ur. 1935) – polski prozaik